# Hans Moser (ryttare)
Hans Moser, född 19 januari 1901 i Oberdiessbach, död 18 november 1974 i Thun, var en schweizisk ryttare.
Moser blev olympisk mästare i dressyr vid sommarspelen 1948 i London.